# Віджаядітья VII
Віджаядітья VII (*д/н — 1075) — магараджа держави Східних Чалук'їв.

## Життєпис
Син магараджи Вімаладітьї і Мелами (ймовірно доньки Джата Чода Бхіми). Після смерті батька 1018 року висунув претензії на трон, вступивши у протистояння з братом Раджараджою Нарендрою. При цьому отримав допомогу від Джаясімхи II, магараджахіраджи Західних Чалук'їв. Його супернику надав допомогу Раджендра Чола I.
Спочатку 1018 року Віджаядітья VII захопив владу, змусивши зведеного брата тікати з країни. 1019 року Чола виступив проти Віджаядітьї VII, який 1021 року зазнав поразки й втік до Західних Чалук'їв.
1031 року почалася нова боротьба за владу. Знову за підтримки Західних Чалук'їв Віджаядітья VII захопив трон. У відповідь війська Чоли рушили проти маграджи, 1035 року завдавши йому з союзниками поразки у битві при Каліданді, внаслідок чого Віджаядітья VII втратив владу.
1042 і 1046 року спроби повалити Раджараджу Нарендру були невдалими. Лише 1061 року після смерті останнього вдалося захопити державу Східних Чалук'їв. Віджаядітья VII поступився владою синові Шакті-варману II, але той 1062 року помер або загинув у війні з Чола. Тоді влада перейшла до Віджаядітьї VII.
1063 року завдав поразки Раджендрі Чола II, чому присвятив стелу в Мудукакере. Але вже невдовзі в битві біля Гангаіконди(столиці Чола) військо Східних Чалук'їв зазнало поразки. Після цього було укладено перемир'я.
1068року війна поновилася. Віджаядітья VII спільно з Сомешварою II, магараджахіраджею Західних Чалук'їв, зазнав тяжкої поразки, а уся його держава була окупована військами Чола (тут було поставлено намісником або васальним магараджею Раджендру). Зумів повернутися на трон лише у 1072 році за підтримки Раджараджадеви I, трі-калінгадхіпаті Східних Гангів.
Зумів в подальшому забезпечити мир з Чола. Помер1075 року. За цим війська чоласького володаря Кулотунга Чола I зайняли землі Східних Чалук'їв. Тут було поставлено васального магарджу (фактично віцекороля) Раджараджу II (сина Кулотунги Чола I).